# Clematis tenuipes
Clematis tenuipes är en ranunkelväxtart som beskrevs av Wen Tsai Wang. Clematis tenuipes ingår i släktet klematisar, och familjen ranunkelväxter. Inga underarter finns listade i Catalogue of Life.